# Тео Янссен
Тео Янссен (нід. Theo Janssen, нар. 27 липня 1981, Арнем) — нідерландський футболіст, що грав на позиції півзахисника, зокрема за клуби «Вітесс» та «Твенте», а також національну збірну Нідерландів.

## Клубна кар'єра
У дорослому футболі дебютував 1998 року виступами за команду «Вітесс», в якій провів шість сезонів, взявши участь у 106 матчах чемпіонату. 
Відігравши сезон 2004/05 у Бельгії, де захищав на умовах оренди кольори «Генка», повернувся до «Вітесс», в якому провів ще три сезони, протягом яких взяв участь ще в 100 іграх рідної команди у національній першості.
2008 року уклав контракт з клубом «Твенте», у складі якого провів наступні три роки своєї кар'єри гравця. Граючи у складі «Твенте» також здебільшого виходив на поле в основному складі команди і допомій їй вибороти титули чемпіона Нідерландів, володаря Суперкубка Нідерландів і Кубка країни.
Сезон 2011/12 провів в «Аяксі», з яким здобув свій другий титул чемпіона Нідерландів, а завершував ігрову кар'єру а рідному «Вітессі», за який грав у 2012—2014 роках.

## Виступи за збірну
2006 року дебютував в офіційних матчах у складі національної збірної Нідерландів. Того ж року провів ще одну гру за збірну, після чого тривалий час до її лав не викликався. Ще три товариські матчі за головну команду країни провів лише у 2010—2011 роках.
| Дата       | Місто      | Господарі  | Результат | Гості      | Турнір            | Голи | Примітки |
| ---------- | ---------- | ---------- | --------- | ---------- | ----------------- | ---- | -------- |
| 16-8-2006  | Дублін     | Ірландія   | 0 – 4     | Нідерланди | товариський матч  | -    | 83'      |
| 2-9-2006   | Люксембург | Люксембург | 0 – 1     | Нідерланди | Відбір до ЧЄ 2008 | -    |          |
| 11-8-2010  | Донецьк    | Україна    | 1 – 1     | Нідерланди | товариський матч  | -    |          |
| 17-11-2010 | Амстердам  | Нідерланди | 1 – 0     | Туреччина  | товариський матч  | -    | 46'      |
| 9-2-2011   | Ейндговен  | Нідерланди | 3 – 1     | Австрія    | товариський матч  | -    | 71'      |
| Усього     |            | Матчів     | 5         |            | Голів             | 0    |          |

## Титули і досягнення

### Командні
- Чемпіон Нідерландів (2):

«Твенте»: 2009-2010
«Аякс»: 2011-2012
- Володар Суперкубка Нідерландів (1):

«Твенте»: 2010
- Володар Кубка Нідерландів (1):

«Твенте»: 2010-2011

### Особисті
- Футболіст року в Нідерландах: 2011